# Руднев, Владимир Матвеевич
 Владимир Матвеевич Руднев  (12 [24] июля 1850, Тула — 30 сентября 1898, Москва) — русский химик и педагог, один из авторов «Энциклопедического словаря Брокгауза и Ефрона».

## Биография
Владимир Руднев родился 12 [24] июля 1850 года в Туле. Он происходил из потомственных дворян и был сыном протоиерея Тульской епархии. В 1866 году поступил в Санкт-Петербургский практический технологический институт, по окончании которого в 1870 году со званием техника первого разряда был оставлен в нём. В 1871—1876 годах работал ассистентом химической лаборатории, продолжая научные занятия как в Санкт-Петербурге, так и за границей. 17 июля 1873 года получил от Гёттингенского университета степень доктора философии за диссертацию «Об изомерных сульфо-коричных кислотах» (на немецком языке).
В 1877—1878 годах Руднев был помощником преподавателя химии в Институте инженеров путей сообщения. 27 марта 1878 года стал сверхштатным лаборантом химической лаборатории Санкт-Петербургского университета, но уже 27 мая того же года был избран лаборантом технического кабинета и лаборатории в Казанском университете.
Получив 14 мая 1879 года в Санкт-Петербургском университете степень магистра химии за диссертацию «Об амидных соединениях третичных углеводородных радикалов», Руднев был утверждён 8 ноября того же года приват-доцентом Казанского университета по кафедре технической химии. Читал лекции по количественному химическому анализу, вёл практические занятия по количественному и техническому анализу. Со 2 января 1882 года преподавал в Петровской земледельческой и лесной академии в качестве экстраординарного профессора сельскохозяйственной технологии. В 1884 году был избран профессором химической технологии в Императорское Московское техническое училище, где преподавал до конца жизни.
Руднев умер 30 сентября (12 октября) 1898 года в Москве.
Основные научные работы Руднева относятся к области органической химии и химической технологии. Он исследовал сухую перегонку дерева, занимался химией крахмала и торфа. В 1873 году получил ароматические соединения из нефтяного сырья (динитроанилин C6H3(NH2)(NO2)2, изомерные сульфокоричные кислоты). В 1879 году описал получение жирных аминов с третичным радикалом; выделил третичные бутиловое и амиловое горчичные масла.